# Mike Hulme
Michael Hulme, conosciuto come Mike Hulme (Londra, 23 luglio 1960), è un climatologo e geografo britannico.

## Biografia
Hulme ha studiato all'Università di Durham, dove ha conseguito il Bachelor of Science in geografia nel 1981. Ha poi perfezionato i suoi studi all'Università di Swansea, dove ha ottenuto il Ph.D in climatologia nel 1985. Un anno prima di conseguire il dottorato ha avuto l'incarico di lettore all'Università di Salford, che ha ricoperto per quattro anni. Nel 1988 è stato nominato ricercatore alla Climate Research Unit dell'Università dell'Anglia Orientale, incarico che ha ricoperto per dodici anni. Fra il 1995 e il 2001 ha fatto parte del Gruppo intergovernativo sul cambiamento climatico (IPCC). Nel 2000 ha fondato il Tyndall Centre, di cui ha assunto la direzione mantenendola fino al 2007. Nel 2002 è stato nominato professore di Cambiamenti climatici all'Università dell'Anglia Orientale. Nel 2013 è stato nominato professore di Climatologia e cultura al King's College. Nel 2017 è stato nominato professore di Geografia umana all'Università di Cambridge e nel 2022 è diventato direttore del Dipartimento di Geografia nella stessa università. L'attività di ricerca di Hulme si è concentrata in particolare sulle relazioni fra il clima e la società, sulle rappresentazioni dei cambiamenti climatici nella storia e nella cultura e sulle relazioni fra le conoscenze relative ai cambiamenti climatici e le azioni politiche. Hulme è autore o coautore di nove libri e di più di 370 articoli scientifici.

## Posizione sui cambiamenti climatici
Nel 2008 Hulme ha pubblicato una dichiarazione sulle sue posizioni personali relative ai cambiamenti climatici, elencando quelle che ha definito "le cinque lezioni sul cambiamento climatico":
- Il cambiamento climatico è un rischio relativo, ma non assoluto
- I rischi derivanti dai cambiamenti climatici sono seri e dovremmo cercare di ridurli
- Il nostro mondo ha enormi esigenze di sviluppo insoddisfatte
- Il nostro attuale portafoglio energetico non è sostenibile
- Il massiccio e deliberato sfruttamento industriale del pianeta è una pratica dubbia.

Secondo Hulme, il cambiamento climatico non è in sè irreparabile come lo è la perdita della biodiversità, ma i rischi che ne derivano dipendono da come viene gestito; lo scienziato ritiene inoltre che l'uso dei combustibili fossili non sia sostenibile a lungo termine. Pur ritenendo che il cambiamento climatico sia un fatto serio, Hulme ha sottolineato in un articolo che ritiene dannoso usare un linguaggio allarmistico nella comunicazione scientifica delle cause e degli effetti riguardanti questo problema. Dopo l'incidente del Climategate in cui è stato coinvolto, Hulme ha scritto un articolo per la BBC in cui ha sottolineato che la pubblicazione delle e-mail private dei ricercatori della Climate Research Unit dovrebbe essere vista come un campanello di allarme per gli scienziati, in particolare per quelli che si occupano del clima. Secondo Hulme, la lezione principale da trarre dall'incidente è che non solo la conoscenza scientifica sul cambiamento climatico deve essere di proprietà pubblica – l'IPCC fa un buon lavoro in questo senso – ma anche che nel nuovo secolo caratterizzato dalla comunicazione digitale e da una cittadinanza attiva, anche le pratiche di indagine scientifica devono essere di proprietà pubblica.

## Libri pubblicati
- Michael Hulme et Elaine Barrow, Climates of the British Isles: Present, Past and Future, Routledge, 1997
- Bert Metz, Mike Hulme, Michael Grubb, Tyndall Centre for Climate Change Research, Climate policy options post-2012: European strategy, technology and adaptation after Kyoto, Earthscan, 2005.
- Mike Hulme, Weathered: Cultures of Climate, SAGE Publications Ltd, 2007.
- Mike Hulme, Why We Disagree About Climate Change, Cambridge University Press, 2009.
- Henry Neufeldt et Mike Hulme, Making Climate Change Work For Us: European Perspectives on Adaptation and Mitigation Strategies, Cambridge University Press, 2012.
- Mike Hulme, Exploring Climate Change Through Science and in Society: An Anthology of Mike Hulme's Essays, Interviews and Speeches, Routledge, 2013
- Mike Hulme, Can Science Fix Climate Change? A Case Against Climate Engineering, Polity, 2014.
- Noel Castree, Mike Hulme et James D. Proctor, Companion to Enviromental Studies, Routledge, 2018.
- Mike Hulme, Contemporary Climate Change Debates: A Student Primer, Routledge, 2020